# Grenoble-Alpes Métropole
Pour les articles homonymes, voir GAM.
Grenoble-Alpes Métropole est une métropole française de droit commun, située dans le département de l'Isère et organisée autour de la ville de Grenoble.
Le 1er janvier 2015, la métropole Grenoble-Alpes Métropole succède à la communauté d'agglomération du même nom. L'acronyme « GAM » est peu usité des conurbains, l'expression « la Métro », surnom local de la communauté d'agglomération, étant d'usage courant.
Avec ses 49 communes, la métropole grenobloise est l'intercommunalité la plus peuplée de la région Auvergne-Rhône-Alpes, la métropole de Lyon étant une collectivité à statut particulier. La métropole compte plus de 2500 employés[réf. nécessaire].
La métropole ne recouvre qu'imparfaitement l'unité urbaine de Grenoble, puisqu'il existe à la fois des communes de l'unité urbaine qui ne font pas partie de la métropole et des communes de la métropole situées au-delà des limites de l'unité urbaine.

## Histoire

### Intercommunalités précédentes

#### De1966à1999
- En 1966, est lancée la première structure intercommunale de l'agglomération grenobloise : le SIEPURG (Syndicat Intercommunal d'Études des Problèmes d'Urbanisme de la Région Grenobloise). Ce syndicat a été créé par 21 communes.
- En 1968, le SIRG (Syndicat Intercommunal de Réalisation de la Région Grenobloise) devient l'organe de réalisation du SIEPURG. Il a pour objectif la réalisation d'équipements lourds comme les usines d'incinération de déchets.
- En 1973, l'agglomération grenobloise s'organise en Syndicat intercommunal à vocation multiple, le SIEPARG (Syndicat Intercommunal d'Étude et de Programmation pour l'Aménagement de la Région Grenobloise).
- En 1994, le SIEPARG se transforme en communauté de communes. Cette dernière prendra le nom de Grenoble-Alpes Métropole – la Metro – en 1996.

#### De2000à2014
- En 2000, Grenoble-Alpes Métropole prend le statut de communauté d'agglomération. Elle regroupe alors 23 communes.
- En 2004, les quatre communes qui constituaient auparavant la communauté de communes du Pays de Vif (Le Gua, Saint-Paul-de-Varces, Varces-Allières-et-Risset et Vif) intègrent la communauté d'agglomération, qui regroupe alors 27 communes.
- En 2005, la commune de Bresson quitte la communauté d'agglomération pour rejoindre la communauté de communes du Sud Grenoblois. Elle ne compte plus que 26 communes.
- En 2009, elle accepte la demande d'entrée de la commune de Venon située au-dessus de la ville de Gières et appartenant à la communauté de communes du Pays du Grésivaudan. Désormais, 27 communes en sont membres.
- En 2012, la commune du Trièves, Miribel-Lanchâtre, devient la 28e commune de la communauté d’agglomération.
- En 2014, les communautés de communes du Sud Grenoblois et du Balcon Sud de la Chartreuse fusionnent avec Grenoble Alpes Métropole[3]. La nouvelle communauté d'agglomération, qui garde son siège à Grenoble, regroupe alors 49 communes pour 437 236 habitants[N 1].

### Création
Dans le cadre de l'Acte III de la décentralisation, le projet de loi de « modernisation de l'action publique territoriale et d'affirmation des métropoles », promulgué le 27 janvier 2014, prévoit qu' :
« Au 1er janvier 2015, sont transformés par décret en une métropole les établissements publics de coopération intercommunale à fiscalité propre qui forment, à la date de la création de la métropole, un ensemble de plus de 400 000 habitants dans une aire urbaine, au sens de l'Institut national de la statistique et des études économiques, de plus de 650 000 habitants. »
— Article L. 5217-1 I du Code général des collectivités territoriales
Répondant à ces critères, la communauté d'agglomération grenobloise changera de statut pour devenir une métropole.
Le choix du nom de la métropole est intervenu lors du conseil de communauté du 4 juillet 2014. Il a été choisi de conserver le nom et le logo actuels, « Grenoble-Alpes Métropole », d'une part, en raison de la notoriété acquise par cette "identité" utilisée depuis 1996, et d'autre part, par souci économique.

## Territoire métropolitain

### Situation géographique
La métropole grenobloise est située en grande partie au cœur de l'Y grenoblois et sur les hauteurs du balcon Sud de la Chartreuse :
- aux confluences du Drac et de la Romanche & du Drac et de l'Isère,
- entre les massifs de Belledonne, du Vercors et de la Chartreuse, sur un bassin de vie de près de 55 000 ha, dont la majeure partie de l'urbanisation se situe dans une vallée singulièrement plate à environ 215 m d'altitude, lieu d'un ancien lac glaciaire, bien que des villages d'altitude atteignent voire dépassent 1000 mètres d'altitude en Chartreuse.

Elle bénéficie d'un environnement montagnard exceptionnel qui offre un large éventail d'activités de loisirs, hiver comme été.

Panorama de la métropole grenobloise depuis la croix du sergent Pinelli au sommet du Taillefer

### Communes adhérentes

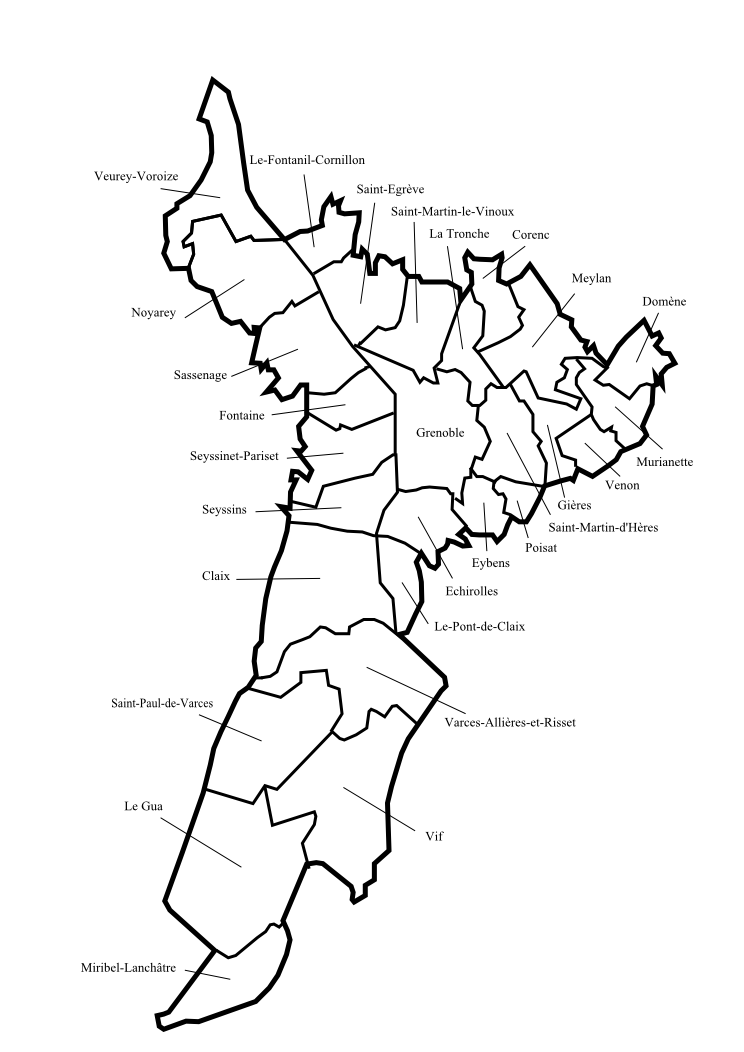
Composition jusqu'au 31 décembre 2013.

Composition depuis le 01 janvier 2014 avec la forme cartographique de l'ours qui danse.

La métropole est composée des 49 communes suivantes :

| Nom                             | Code Insee | Gentilé           | Superficie (km2) | Population (dernière pop. légale) | Densité (hab./km2) |
| ------------------------------- | ---------- | ----------------- | ---------------- | --------------------------------- | ------------------ |
| Grenoble (siège)                | 38185      | Grenoblois        | 18,13            | 156 389 (2022)                    | 8 626              |
| Bresson                         | 38057      | Bressonnais       | 2,78             | 671 (2022)                        | 241                |
| Brié-et-Angonnes                | 38059      | Briataux          | 9,7              | 2 509 (2022)                      | 259                |
| Champ-sur-Drac                  | 38071      | Chenillards       | 8,92             | 3 344 (2022)                      | 375                |
| Champagnier                     | 38068      | Champagnards      | 6,61             | 1 506 (2022)                      | 228                |
| Claix                           | 38111      | Claixois          | 24,12            | 7 840 (2022)                      | 325                |
| Corenc                          | 38126      | Corençais         | 6,5              | 4 177 (2022)                      | 643                |
| Domène                          | 38150      | Domenois          | 5,29             | 6 777 (2022)                      | 1 281              |
| Échirolles                      | 38151      | Échirollois       | 7,86             | 36 708 (2022)                     | 4 670              |
| Eybens                          | 38158      | Eybinois          | 4,5              | 10 095 (2022)                     | 2 243              |
| Fontaine                        | 38169      | Fontainois        | 6,74             | 22 471 (2022)                     | 3 334              |
| Fontanil-Cornillon              | 38170      | Fontanilois       | 5,5              | 3 410 (2022)                      | 620                |
| Gières                          | 38179      | Gièrois           | 6,93             | 7 353 (2022)                      | 1 061              |
| Le Gua                          | 38187      |                   | 28,48            | 1 883 (2022)                      | 66                 |
| Herbeys                         | 38188      | Herbigeois        | 7,73             | 1 388 (2022)                      | 180                |
| Jarrie                          | 38200      | Jarrois           | 13,26            | 3 925 (2022)                      | 296                |
| Meylan                          | 38229      | Meylanais         | 12,32            | 18 790 (2022)                     | 1 525              |
| Miribel-Lanchâtre               | 38235      | Lanchatrous       | 9,65             | 450 (2022)                        | 47                 |
| Mont-Saint-Martin               | 38258      | Saint-Martiniers  | 5,31             | 93 (2022)                         | 18                 |
| Montchaboud                     | 38252      | Montchabouillards | 1,96             | 347 (2022)                        | 177                |
| Murianette                      | 38271      | Murianettois      | 6,07             | 866 (2022)                        | 143                |
| Notre-Dame-de-Commiers          | 38277      | Commérots         | 4,79             | 527 (2022)                        | 110                |
| Notre-Dame-de-Mésage            | 38279      | Mésageois         | 4,53             | 1 117 (2022)                      | 247                |
| Noyarey                         | 38281      | Nucérétains       | 16,86            | 2 321 (2022)                      | 138                |
| Poisat                          | 38309      | Poisatiers        | 2,56             | 2 120 (2022)                      | 828                |
| Le Pont-de-Claix                | 38317      | Pontois           | 5,6              | 10 846 (2022)                     | 1 937              |
| Proveysieux                     | 38325      | Proveysards       | 20,37            | 519 (2022)                        | 25                 |
| Quaix-en-Chartreuse             | 38328      | Quailards         | 18,09            | 926 (2022)                        | 51                 |
| Saint-Barthélemy-de-Séchilienne | 38364      | Cujalas           | 12,1             | 424 (2022)                        | 35                 |
| Saint-Égrève                    | 38382      | Saint-Égrèvois    | 10,88            | 17 930 (2022)                     | 1 648              |
| Saint-Georges-de-Commiers       | 38388      | Saint-Georgeois   | 14,62            | 2 691 (2022)                      | 184                |
| Saint-Martin-d'Hères            | 38421      | Martinérois       | 9,26             | 38 022 (2022)                     | 4 106              |
| Saint-Martin-le-Vinoux          | 38423      | Saint-Martiniers  | 10,06            | 5 957 (2022)                      | 592                |
| Saint-Paul-de-Varces            | 38436      | Saint-Pagnards    | 19,69            | 2 212 (2022)                      | 112                |
| Saint-Pierre-de-Mésage          | 38445      | Mésageois         | 7,03             | 788 (2022)                        | 112                |
| Le Sappey-en-Chartreuse         | 38471      | Sappeyards        | 15,13            | 1 154 (2022)                      | 76                 |
| Sarcenas                        | 38472      | Sarcenais         | 7,76             | 250 (2022)                        | 32                 |
| Sassenage                       | 38474      | Sassenageois      | 13,31            | 11 579 (2022)                     | 870                |
| Séchilienne                     | 38478      | Chichilins        | 21,47            | 1 004 (2022)                      | 47                 |
| Seyssinet-Pariset               | 38485      | Seyssinettois     | 10,65            | 11 784 (2022)                     | 1 106              |
| Seyssins                        | 38486      | Seyssinois        | 8                | 8 087 (2022)                      | 1 011              |
| La Tronche                      | 38516      | Tronchois         | 6,42             | 6 447 (2022)                      | 1 004              |
| Varces-Allières-et-Risset       | 38524      | Varçois           | 20,88            | 8 314 (2022)                      | 398                |
| Vaulnaveys-le-Bas               | 38528      | Vaulnaviards      | 11,9             | 1 379 (2022)                      | 116                |
| Vaulnaveys-le-Haut              | 38529      | Vaulnaviards      | 19,86            | 4 018 (2022)                      | 202                |
| Venon                           | 38533      | Venonais          | 4,34             | 836 (2022)                        | 193                |
| Veurey-Voroize                  | 38540      | Veurois           | 12,21            | 1 392 (2022)                      | 114                |
| Vif                             | 38545      | Vifois            | 28,3             | 8 557 (2022)                      | 302                |
| Vizille                         | 38562      | Vizillois         | 10,51            | 7 316 (2022)                      | 696                |

### Démographie
| 1968    | 1975    | 1982    | 1990    | 1999    | 2006    | 2011    | 2016    | 2022    |
| ------- | ------- | ------- | ------- | ------- | ------- | ------- | ------- | ------- |
| 338 231 | 393 673 | 398 638 | 409 547 | 422 357 | 430 812 | 437 236 | 443 123 | 449 509 |

## Administration

### Siège

Le Forum, siège de la métropole grenobloise.

L'hôtel métropolitain est situé au 3 rue Malakoff, Immeuble Le Forum, à Grenoble.
La Métropole de Grenoble se situe :
- à environ 3h de Paris par TGV.
- à environ 2h 30 de Marseille par TGV.
- à environ 45 minutes de Chambéry et 1h de Lyon ou de Valence par autoroute.
- à environ 40 minutes par route de l'aéroport de Grenoble-Isère et 45 minutes par TGV à l'aéroport de Lyon-Saint-Exupéry.

### Les élus
Le conseil métropolitain se compose de 119 conseillers, représentant chacune des communes membres et élus pour une durée de six ans.
Ils sont répartis comme suit :
| Nombre de conseillers | Communes |
| --------------------- | --- |
| 36                    | Grenoble |
| 8                     | Échirolles, Saint-Martin-d'Hères |
| 5                     | Fontaine |
| 3                     | Meylan, Saint-Égrève |
| 2                     | Claix, Domène, Eybens, Gières, Le Pont-de-Claix, Saint-Martin-le-Vinoux, Sassenage, Seyssinet-Pariset, Seyssins, La Tronche, Varces-Allières-et-Risset, Vif, Vizille |
| 1 (+1 suppléant)      | les 30 autres communes |

### Présidence
Entre le 18 septembre et le 16 octobre 2020, il n'y a pas eu de rang protocolaire entre les vice-présidences. Celles-ci ont, d'ailleurs, été votées et classées suivant l'ordre alphabétique des noms des élus. À partir du 16 octobre 2020, 5 vice-présidences respectent un rang protocolaire. Au total, il y a vingt vice-présidences.
|     | Nom                 | Groupe | Groupe | Commune                                     | Délégation                                                           |
| --- | ------------------- | ------ | ------ | ------------------------------------------- | -------------------------------------------------------------------- |
| 1re | Michelle Veyret     |        | CCC    | Saint-Martin-d'Hères (adjointe au maire)    | Administration générale, ressources humaines et patrimoine           |
| 2e  | Salima Djidel       |        | UMA    | Grenoble (conseillère municipale déléguée)  | Santé, stratégie et sécurité alimentaire                             |
| 3e  | Raphaël Guerrero    |        | NMC    | Jarrie (maire)                              | Finances, évaluation des politiques publiques et dialogue de gestion |
| 4e  | Mélina Herenger     |        | ACTES  | Meylan (adjointe au maire)                  | Tourisme, attractivité, innovation, université et qualité de vie     |
| 5e  | Lionel Coiffard     |        | UMA    | Vizille (conseiller municipal)              | Prévention, collecte et valorisation des déchets                     |
|     | Nicolas Beron-Perez |        | CCC    | Grenoble (conseiller municipal délégué)     | Habitat, logement et hébergement                                     |
|     | Ludovic Bustos      |        | ACTES  | Poisat (maire)                              | Stratégie foncière, urbanisme et PLUi                                |
|     | Pascal Clouaire     |        | UMA    | Grenoble (conseiller municipal délégué)     | Culture, éducation et participation citoyenne                        |
|     | Elizabeth Debeunne  |        | UMA    | La Tronche (adjointe au maire)              | Économie sociale, solidaire et circulaire                            |
|     | Céline Deslattes    |        | UMA    | Grenoble (conseillère municipale déléguée)  | Emploi, insertion et jeunesse                                        |
|     | Francis Dietrich    |        | UMA    | Champ-sur-Drac (maire)                      | Territorialisation et services métropolitains                        |
|     | Guy Jullien         |        | NMC    | Veurey-Voroize (conseiller municipal)       | Économie, industrie et résilience économique                         |
|     | Sylvain Laval       |        | NMC    | Saint-Martin-le-Vinoux (maire)              | Espace public, voirie, infrastructures cyclables et mobilités douces |
|     | Yann Mongaburu      |        | UMA    | Grenoble (conseiller municipal délégué)     | Défi climatique, biodiversité et éducation à l'environnement         |
|     | Anne-Sophie Olmos   |        | UMA    | Grenoble (conseillère municipale déléguée)  | Cycle de l’eau                                                       |
|     | Cyrille Plenet      |        | NMC    | Séchilienne (maire)                         | Agriculture, filière bois et montagne                                |
|     | Eric Rossetti       |        | NMC    | Quaix-en-Chartreuse (adjoint au maire)      | Communes, proximité, politique funéraire et cimetière                |
|     | Thierry Semanaz     |        | UMA    | Saint-Martin-d'Hères (conseiller municipal) | Sports                                                               |
|     | Renzo Sulli         |        | CCC    | Échirolles (maire)                          | Grands projets d'aménagement et renouvellement urbain                |
|     | Pierre Verri        |        | ACTES  | Gières (maire)                              | Air, énergie et climat                                               |

Les sept groupes politiques du conseil métropolitain, classés par nombre d'élus :
- UMA (Une métropole d'avance), 37 élus. Co-présidents : Céline Deslattes (Grenoble) et Francis Dietrich (Champ-sur-Drac) (EÉLV, LFI, PG, Ensemble!, ADES, G·s, DVG) - Majorité
- NMC (Notre métropole commune), 25 élus. Président : Jean-Luc Corbet (Varces-Allières-et-Risset) (DIV, DVD, DVG) - Majorité
- ACTES (Arc des communes en transitions écologiques et sociales), 17 élus. Co-présidents : Souad Beyat-Grand (Le Pont-de-Claix) et Bertrand Spindler (La Tronche) (PS, DVG) - Majorité
- CCC (Communes, coopération, citoyenneté), 13 élus. Président : Jean-Paul Trovero (Fontaine) (PCF, DVG) - Majorité
- CCM (Communes au cœur de la métropole), 12 élus. Président : Dominique Escaron (Le Sappey-en-Chartreuse) (LR, UDI, DIV, DVD) - Opposition
- MTPS (Métropole territoires de progrès solidaires), 11 élus. Président : Laurent Thoviste (Fontaine) (LREM, MoDem, DIV, DVC) - Opposition
- GOSSDDC (Groupe d'opposition, société civile, divers droite et centre), 3 élus. Président : Alain Carignon (Grenoble) (LR, UDI, DVD) - Opposition

| Nom                | Parti | Parti | Début           | Fin             | Mandats |
| ------------------ | ----- | ----- | --------------- | --------------- | --- |
| Roger Deschaux     |       | PS    | 1966            | 1983            | Maire de Sassenage de 1950 à 1983.                                                                                        |
| Alain Carignon     |       | RPR   | 1983            | 1985            | Maire de Grenoble de 1983 à 1995, Ministre, député européen de 1984 à 1986.                                               |
| Robert Magnin      |       | DVD   | 1985            | 18 juillet 1995 | Maire de Corenc de 1971 à 1995.                                                                                           |
| Didier Migaud      |       | PS    | 18 juillet 1995 | 12 mars 2010    | Maire de Seyssins de 1995 à 2010, député de l'Isère de 1988 à 2010, premier président de la Cour des comptes depuis 2010. |
| Marc Baïetto       |       | PS    | 12 mars 2010    | 25 avril 2014   | Maire d'Eybens de 1983 à 2014, conseiller général du canton d'Eybens de 1988 à 2015.                                      |
| Christophe Ferrari |       | DVG   | 25 avril 2014   | En fonction     | Maire du Pont-de-Claix.                                                                                                   |

### Compétences
Liste des compétences exercées par la métropole grenobloise :
- Déchets

Prévention, collecte, tri et valorisation.
Gestion des 22 déchèteries métropolitaines.
Cogestion des 5 usines d'incinération dont le site Athanor (ordures ménagères) de La Tronche.
- Déplacements

Organisation de la mobilité (transports en commun via le Syndicat mixte des mobilités de l'aire grenobloise (SMMAG), Métrovélo, itinéraires cyclables (dont le réseau chronovélo, créé en 2017).
- Développement économique

Création et gestion des zones d'activités économiques et des pôles de compétitivité.
Soutien à l'innovation et à la création des entreprises via des politiques d'aide à la création d'entreprises de petite taille, de valorisation de la recherche, des transferts de technologie, de développement des filières numériques, biotechnologies, filière du bois...
Voir par ailleurs (ci-dessous).
- Eau potable

Gestion de la ressource, production, distribution.
Cogestion de la société publique local "Eau de Grenoble".
- Eaux usées et pluviales

Collecte et traitement.
Gestion du site de traitement des eaux "Aquapole" du Fontanil-Cornillon.
- Énergie

Concession de la distribution publique d'électricité et de gaz.
Gestion des réseaux de chaleur urbains (Compagnie de chauffage intercommunale de l'agglomération grenobloise).
- Gestion d'équipements métropolitains (avec ou sans délégation)

Base de loisirs du Bois Français à Saint-Ismier.
Centre funéraire intercommunal de La Tronche (PFI - Pompes funèbres intercommunales de la région grenobloise).
Cimetière intercommunal de Poisat.
Crématorium intercommunal de Gières (PFI - Pompes funèbres intercommunales de la région grenobloise).
Patinoire Polesud de Grenoble.
Stade des Alpes de Grenoble.
- Habitat

Définition des programmes en logements (programme local de l'habitat).
Attribution des financements de l'État pour la production de logements sociaux...
- Politique de la ville

Promotion du développement social urbain.
Rénovation et revalorisation des quartiers en réduisant les inégalités.
Dynamisation des solidarités territoriales et de l'insertion.
Prévention de la délinquance.
- Promotion touristique

Gestion, dynamisation et coordination des offices de tourisme.
- Protection de l'environnement

Plan Air-Climat.
Espaces naturels.
Lutte contre la pollution atmosphérique.
Éducation à l'environnement...
Voir par ailleurs (ci-dessous).
- Transition énergétique

Développement des énergies renouvelables.
- Urbanisme

Réalisation du plan local d'urbanisme intercommunal (PLUi).
Projet de planification de l'espace métropolitain au cours du mandat.
- Voirie

Création, aménagement et entretien des voies, des espaces et ouvrages dédiés à tous les modes de déplacement.
À partir de novembre 2016, la métropole se dote de la compétence culture avec des structures comme la MC2 ou l'Hexagone de Meylan.

### Régime fiscal et budget

Ancien logotype, utilisé de 1996, successivement par la communauté de communes, la communauté d'agglomération et la métropole, à août 2017.

Le régime fiscal de la communauté d'agglomération est la fiscalité professionnelle unique (FPU).

### Logotype
| Logotype de Grenoble-Alpes Métropole | Le logotype de Grenoble-Alpes Métropole est composé d'un dessin d'oiseau et d'une cartouche typographique (sur un fond jaune, couleur de la métropole). « L'oiseau forme les contours géographiques de l'agglomération : - le contour de l'oiseau est formé par les deux rivières irriguant la région grenobloise, l'Isère et le Drac - l’œil représente le synchrotron (ESRF) situé sur la presqu'île scientifique de Grenoble - les ailes figurent les trois massifs montagneux : Belledonne, Chartreuse et Vercors. » (www.lametro.fr) |

## Projets et réalisations

### Réalisations

#### Politique environnementale
En juillet 2005, l’agglomération grenobloise a signé le premier plan climat local de France. À l'horizon 2014, il définit un objectif « 3 × 14 », à savoir une diminution d’au moins 14 % des émissions de gaz à effet de serre par rapport à 2005, une diminution de 14 % de la consommation énergétique par habitant par rapport à 2005 et une augmentation de la part des énergies renouvelables pour atteindre 14 % de la consommation énergétique totale de l’agglomération. Il regroupe aujourd'hui 70 partenaires (collectivités territoriales, organismes publics, entreprises, associations…).
En 2004, la communauté d'agglomération a mis en place un observatoire du plan climat local en vue d'accompagner et d'évaluer les actions du plan climat. Par ailleurs, depuis 2009, un appel à projets, Climat +, est ouvert aux partenaires afin de proposer des actions collectives qui contribuent aux objectifs fixés par les acteurs. Les premiers résultats pour la période 2004-2007 montrent, sur le territoire de l'agglomération, une baisse de 4,8 % des consommations énergétiques et de 7 % des émissions de CO2.
Par ailleurs, l'Agence de l'environnement et de la maîtrise de l'énergie et Éco-Emballages ont attribué en 2008 à la communauté d'agglomération le label Qualitri pour ses efforts dans le domaine de la collecte et du traitement des ordures ménagères. Elle est la seule collectivité de plus 400 000 habitants à avoir reçu ce label en 2008 qui apprécie à la fois le service rendu à l'usager, la maîtrise des coûts, la préservation de l'environnement et les actions réalisées pour améliorer les conditions d'hygiène et de sécurité du personnel des ordures ménagères. Fin 2010, Grenoble Alpes Métropole a créé le personnage d'un super-héros appelé "SuperTri" (auparavant connu sous le nom de "SuperTiti") avec pour objectif une sensibilisation accrue de la population à la question du tri sélectif.
En 2014, sous l'impulsion du Plan Air Climat et des services de la communauté d'agglomération, ERDF, GrDF, et la SAMSE ont pour ambition de lancer un "Club VIP Énergie" pour permettre aux entreprises du bassin grenoblois de s'associer à la prise de compétences énergie, secteur historique de l'économie grenobloise, en développant un réseau de signataires d'une charte d'agglomération autour de l'environnement.

#### L'innovation et la recherche au service de l'économie et de la société
La métropole grenobloise bénéficie d'un écosystème industriel et de recherche qui a fait sa renommée au-delà des frontières, Grenoble a notamment été classée cinquième ville la plus innovante du monde par le célèbre journal Forbes en 2012.
Historiquement ancrée autour du secteur de l'énergie avec le développement de la houille blanche, l'agglomération de Grenoble peut s'appuyer sur l'université Grenoble-Alpes et compte aujourd'hui de grands industriels de l'économie numérique et digitale. La métropole accueille ainsi sur son territoire de grandes entreprises telles que Schneider Electric, ST Microelectronics, Atos World Grid, Naver, HP France, Caterpillar Europe, ou encore Becton-Dikinson Europe pour ne citer que les principales.
En 2014, la communauté d'agglomération défend le projet "Digital Grenoble" dans le cadre initiative French Tech lancée par le gouvernement. Cette initiative rassemble des entreprises emblématiques et historiques de l'agglomération comme à Inovallée, mais aussi de nombreuses startups telles que Kelkoo, Yahoo Europe nées dans le tissu local. Cet écosystème scientifique attire des centres de recherche de grands groupes comme Apple en 2015 ou Huawei en 2018. D'autres centres de recherches tels que le CEA Grenoble, le CNRS, l'INRIA, l'ESRF, l'ILL, Clinatec ou Minatec, spécialisé en micro et nano technologies, attirent des chercheurs du monde entier.
Grenoble Alpes Métropole compte sur son territoire des écoles d'ingénieurs renommées comme l'Institut polytechnique de Grenoble et Polytech'Grenoble, et dispose également de centres de recherche prestigieux comme le Laboratoire européen de biologie moléculaire, l'Institut de radioastronomie millimétrique, le Laboratoire d'informatique de Grenoble, le Grenoble-Institut des neurosciences, l'Institute for Advanced Biosciences, le Laboratoire Pacte pour les politiques publiques, l'action politique et les territoires (parmi les plus gros laboratoires français en sciences humaines et sociales) et enfin des écoles reconnues comme Grenoble École de management ou l'Institut de la communication et des médias.
Cette singularité territoriale place la Métropole de Grenoble comme une championne de l'innovation, le campus Grenoble Innovation for Advanced New technologies en témoigne, il regroupe 30 000 personnes sur le polygone scientifique pour tisser des liens étroits entre recherche, éducation et industrie.

### Convention citoyenne pour le climat
En 2022, la métropole met en place une convention citoyenne pour le climat avec 150 citoyens tirés au sort chargés de réfléchir à des propositions pour réduire les émissions de gaz à effet de serre, et permettre d'atteindre la neutralité carbone sur le territoire d'ici 2050.